# Campo di addestramento delle SS di Heidelager
Il campo di addestramento SS Heidelager (in tedesco SS-Truppenübungsplatz Heidelager) fu un complesso militare delle SS con annesso il campo di concentramento nazista di Pustków e Pustków Osiedle, nella Polonia occupata.
La struttura fu costruita per addestrare le unità militari collaborazioniste, tra cui la divisione 14.Waffen-Grenadier-Division der SS (galizische Nr.1), e le unità provenienti dall'Estonia. L'addestramento prevedeva anche le operazioni di uccisione all'interno dei campi di concentramento, in particolare nei vicini campi di Pustków e Szebnie, e dei ghetti ebraici nelle vicinanze. L'area militare era situata tra i fiumi Wisła e San, in un'area dominata da estese foreste. Il centro operativo di Heidelager era situato a Blizna, presso il sito segreto nazista di lancio dei missili V-2, costruito e gestito dai prigionieri del campo di concentramento di Pustków.
Nel corso dei suoi quattro anni di vita, il nome del centro di addestramento militare delle SS cambiò diverse volte:
- durante le fasi di progettazione, tra il 21 dicembre 1939 e il 26 giugno 1940, fu chiamato "Ostpolen";[9]
- terminata la costruzione, fu aperto il 26 giugno 1940 con il nome SS "Dębica";[9][8]
- dal 15 marzo 1943 fu designato come SS "Heidelager".[9][8]

## Storia

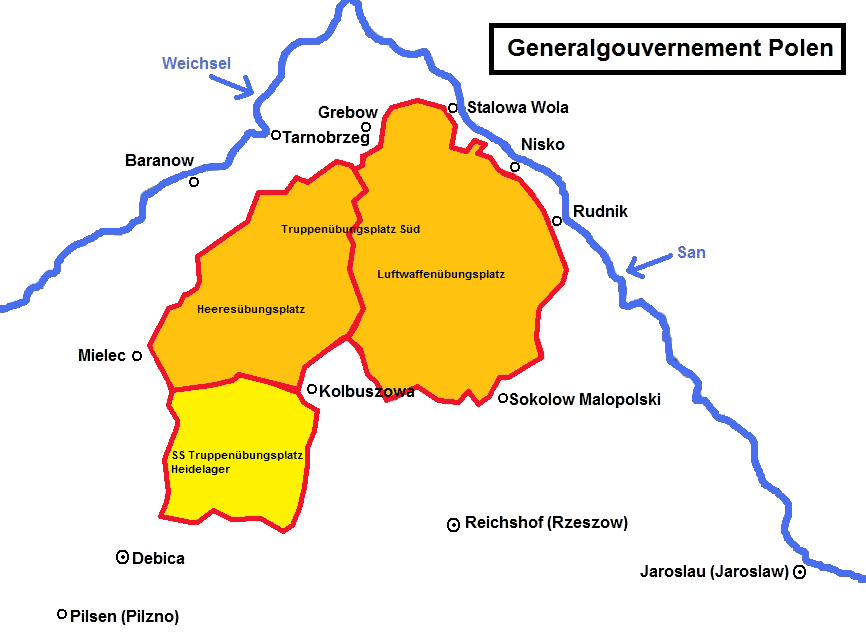
Mappa del campo

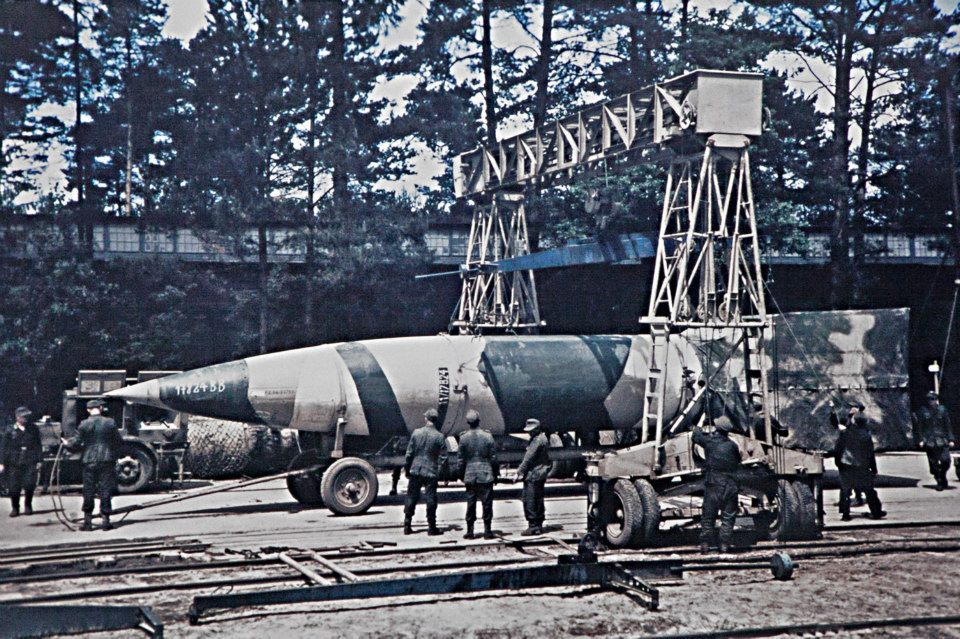
Un razzo V-2 in prova all'interno del campo. Il razzo si trova su un carrello Vidal sotto una gru Strabo.

Inizialmente i nazisti pianificarono la costruzione di un grande campo di addestramento per le SS vicino a Pustków, con caserme, magazzini ed edifici per i servizi segreti. La struttura fu approntata per ordine del Reichsführer-SS Heinrich Himmler in base alla disposizione OKW n. 3032 del 21 dicembre 1939, che autorizzò la costruzione di un centro di addestramento militare SS nell'area a est di Dębica, nel Governatorato Generale. Il sito era stato concepito come un campo di baracche con quattro strade ad anello (in tedesco Lager Flandern), da completare per il 1º ottobre 1940 per accogliere due reggimenti di fanteria pesante. Per realizzarlo furono evacuati e poi rasi al suolo una dozzina di villaggi vicino a Pustków .
Per fornire la manodopera sufficiente, all'inizio i nazisti istituirono un campo di lavoro, aperto il 26 giugno 1940 con l'arrivo dei primi lavoratori forzati, per lo più ebrei e belgi. La maggior parte dei prigionieri ebrei fu trasferita dai ghetti di Cracovia, Rzeszow e Tarnow e portata al campo. Il campo ebraico comprendeva due baracche che, all'apice della capienza, contavano circa 465 detenuti. Le condizioni erano così terribili che la maggior parte non sopravvisse ai primi mesi di prigionia.
Successivamente il luogo divenne un campo per prigionieri di guerra per i soldati dell'Armata Rossa catturati nella zona sovietica della Polonia occupata dopo l'attuazione dell'Operazione Barbarossa; i primi arrivarono nell'ottobre 1941. Fin dall'autunno 1941 il campo fu sotto il comando dell'Oberführer-SS Werner von Schele. Inizialmenteil campo non era altro che un'area chiusa. I prigionieri ricevevano razioni di cibo minime, riducendosi a dover mangiare erba e radici; non furono previste baracche per i prigionieri sovietici che quindi dovettero dormire all'aperto; questa mancanza di riparo causò la morte di molti di loro durante il rigido inverno del 1941-1942. Tanti furono torturati e maltrattati, o giustiziati in massa ai piedi di quella che divenne nota come la Góra Śmierci ("Collina della morte"), il cui vero nome è Królowa Góra, dove venivano poi cremati su pire funerarie appositamente costruite.
Un terzo campo per i lavoratori forzati polacchi fu istituito nel settembre 1942. Le condizioni non erano migliori di quelle dei primi due campi. I lavoratori furono impiegati nello sviluppo e nella produzione dei razzi V-1 e V-2 nel vicino sito di lancio missilistico di Blizna. Dal 1943 il campo fu sorvegliato dalle unità del 204º Battaglione Schutzmannschafts, composto dagli ucraini provenienti dalla zona di Leopoli. Oltre a lavorare allo sviluppo dei razzi V-1 e V-2, l'AEG sfruttò gli ebrei del campo di Pustków per le installazioni elettriche nelle aree di addestramento delle Waffen-SS di Dębica a partire dal 1941.

Il numero totale delle vittime del campo di Pustków è sconosciuto. Nel 1944, con l'avanzata dell'esercito sovietico, il campo fu liquidato. Tutti i sopravvissuti furono inviati nei campi vicini, come quello di Kraków-Płaszów. Si stima che siano morte o siano state uccise almeno 15.000 persone, tra cui circa 5.000 prigionieri di guerra sovietici, 7.500 ebrei e 2.500 polacchi. L'ultimo comandante della base di addestramento fu l'Oberführer-SS Bernhardt Voss, fino all'estate del 1944.

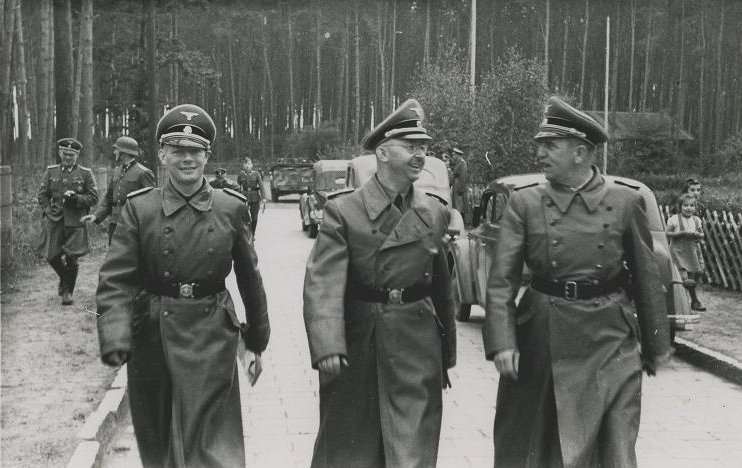
Heinrich Himmler in visita al campo di concentramento Heidelager con il suo entourage nazista, il 28 settembre 1943.

La struttura somigliava a una piccola città che ospitava circa 3.600 uomini di diverse nazionalità, con una propria linea ferroviaria a scartamento ridotto, cinema, sale da pranzo, decine di ville, un grande bordello da campo con personale femminile proveniente dal vicino campo di lavoro; veniva pubblicato un bollettino e si organizzavano regolari battute di caccia per gli alti ufficiali. È qui che nacque la 1ª Divisione Galiziana. Himmler vi fece visita il 28 settembre 1943. 
Il campo fu abbandonato nell'estate del 1944 in vista dell'imminente avanzata sovietica, dopodiché un gruppo di Waffen-SS guidate da un soldato delle SS continuò a difendere l'area. La struttura fu in gran parte distrutta da un incendio durante l'evacuazione del centro di addestramento militare.
Alcuni esponenti polacchi presentarono accuse formali per crimini commessi nel campo di addestramento alla commissione per i crimini di guerra nazisti. A partire dal 1959 in Germania furono condotte indagini approfondite in merito.

## Memoria
Il sito ospita una ricostruzione delle baracche del campo. All'interno delle baracche è stato allestito un museo con reperti originali, tra cui una ricostruzione dell'ufficio privato del comandante Oberführer-SS Bernhardt Voss. Presso l'adiacente collina Góra Śmierci si trovano i memoriali e il forno crematorio originale.

## Galleria d'immagini

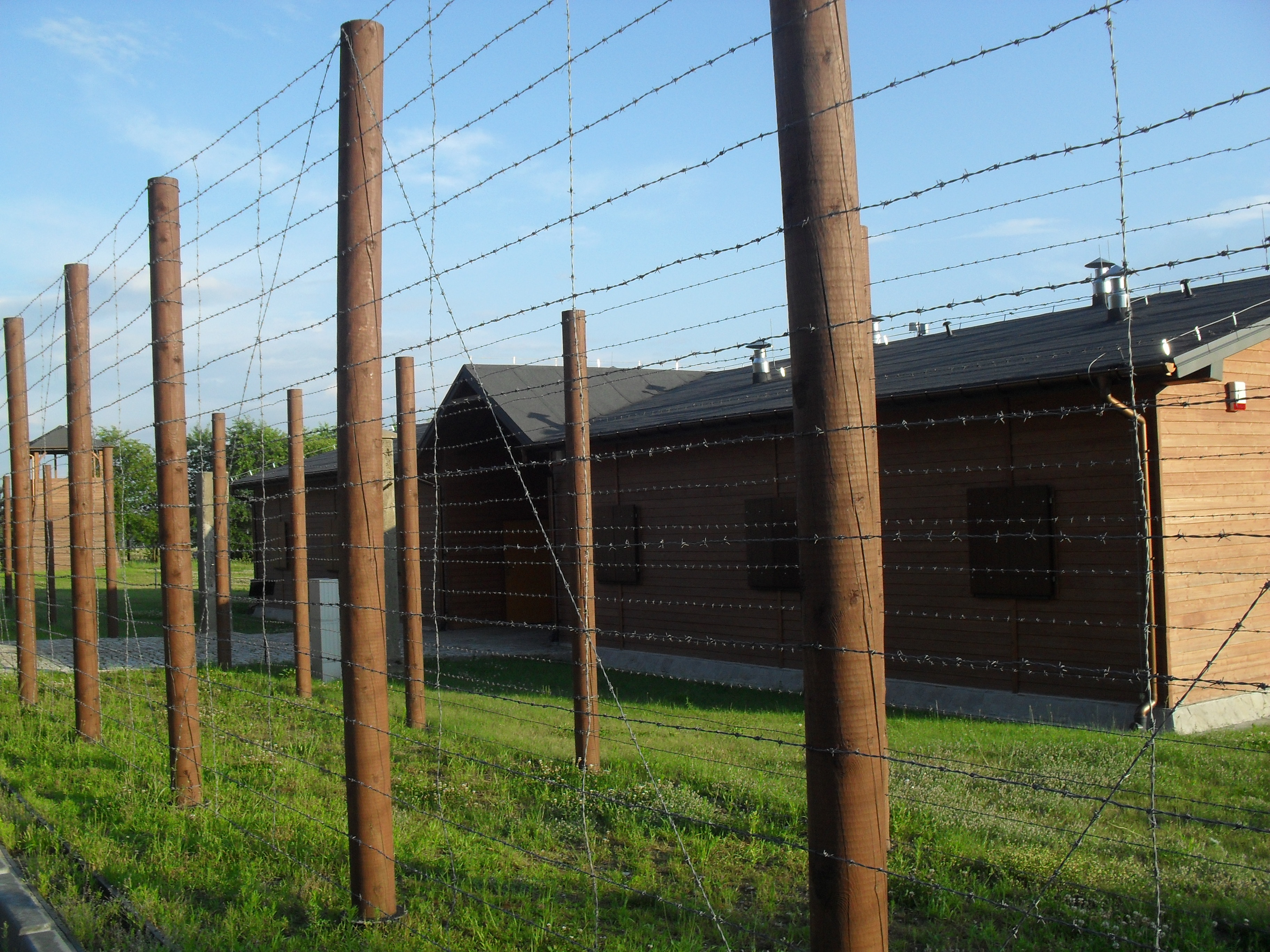
Baracche ricostruite
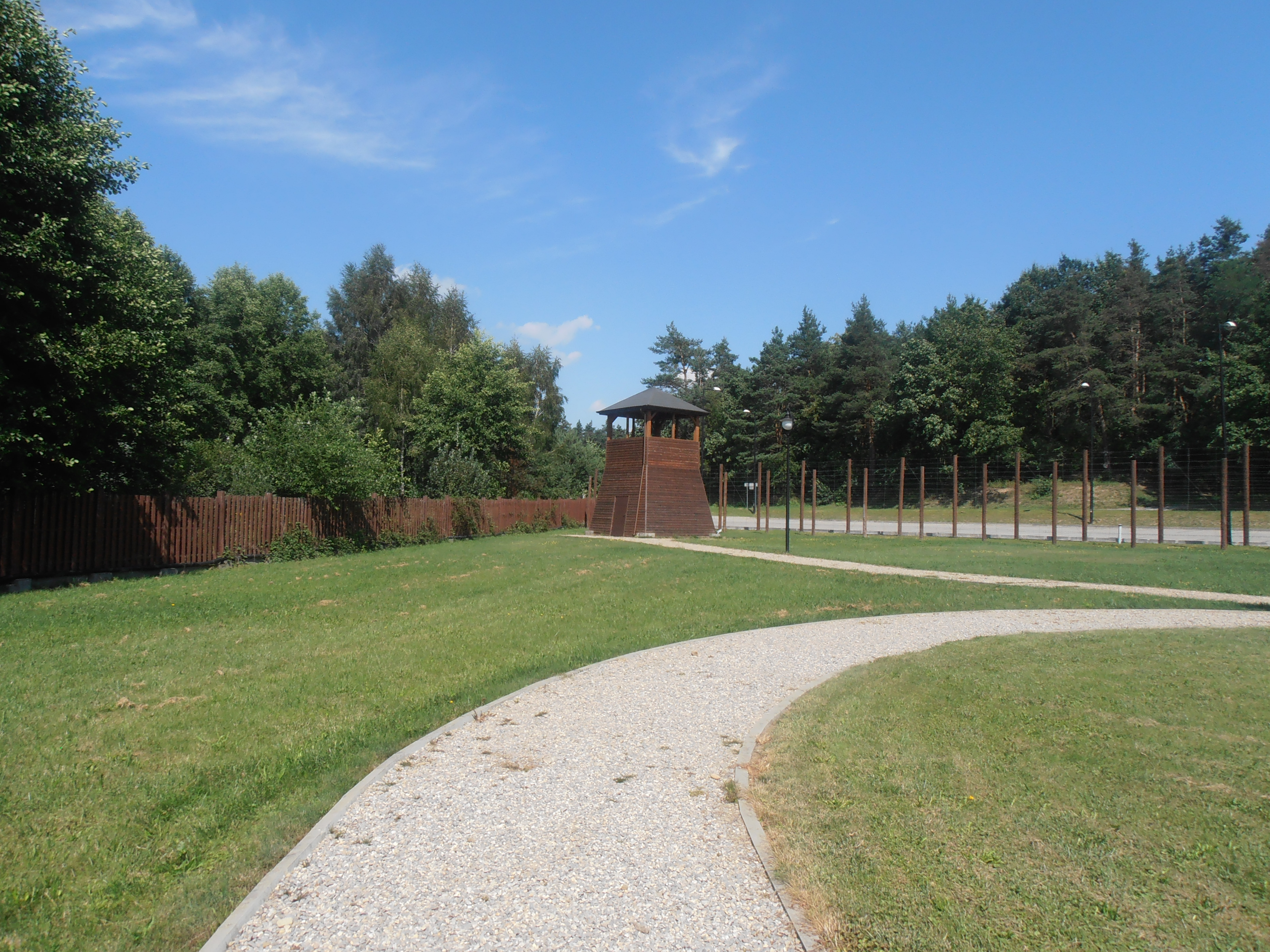
Sito del campo
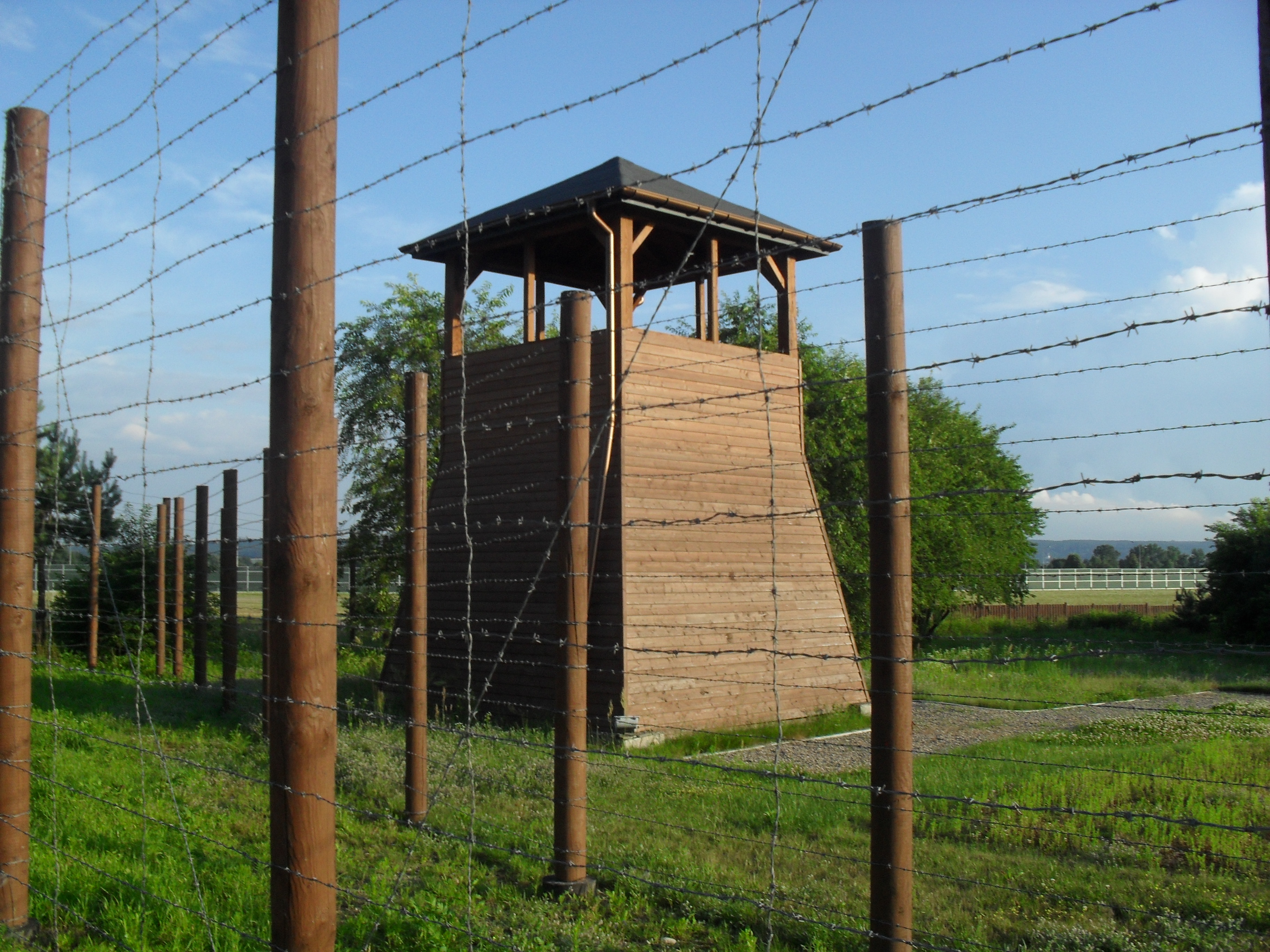
Torre di guardia del campo
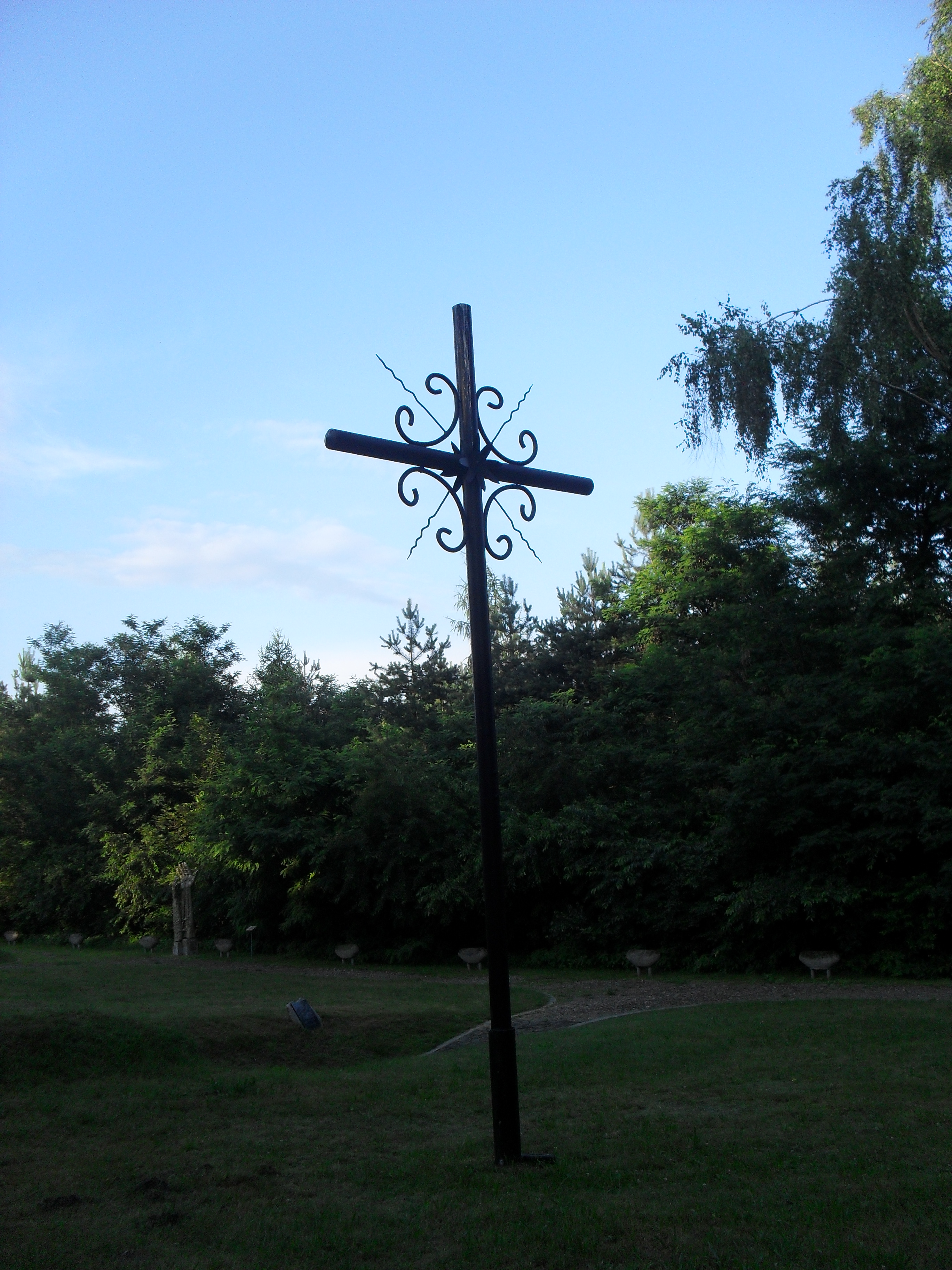
Croce sulla Collina della morte
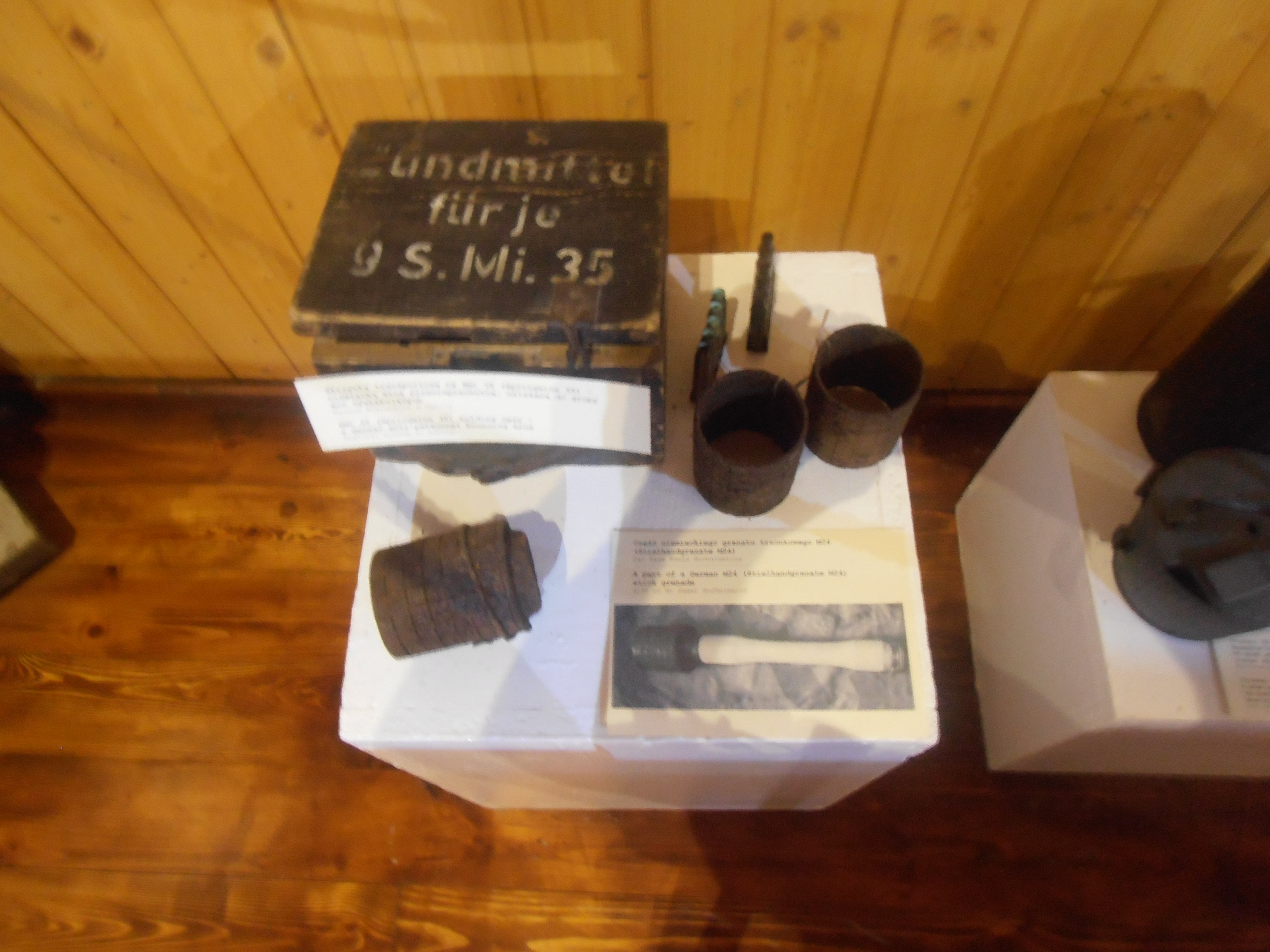
Mostre nell'area di addestramento militare delle SS Museo Heidelager
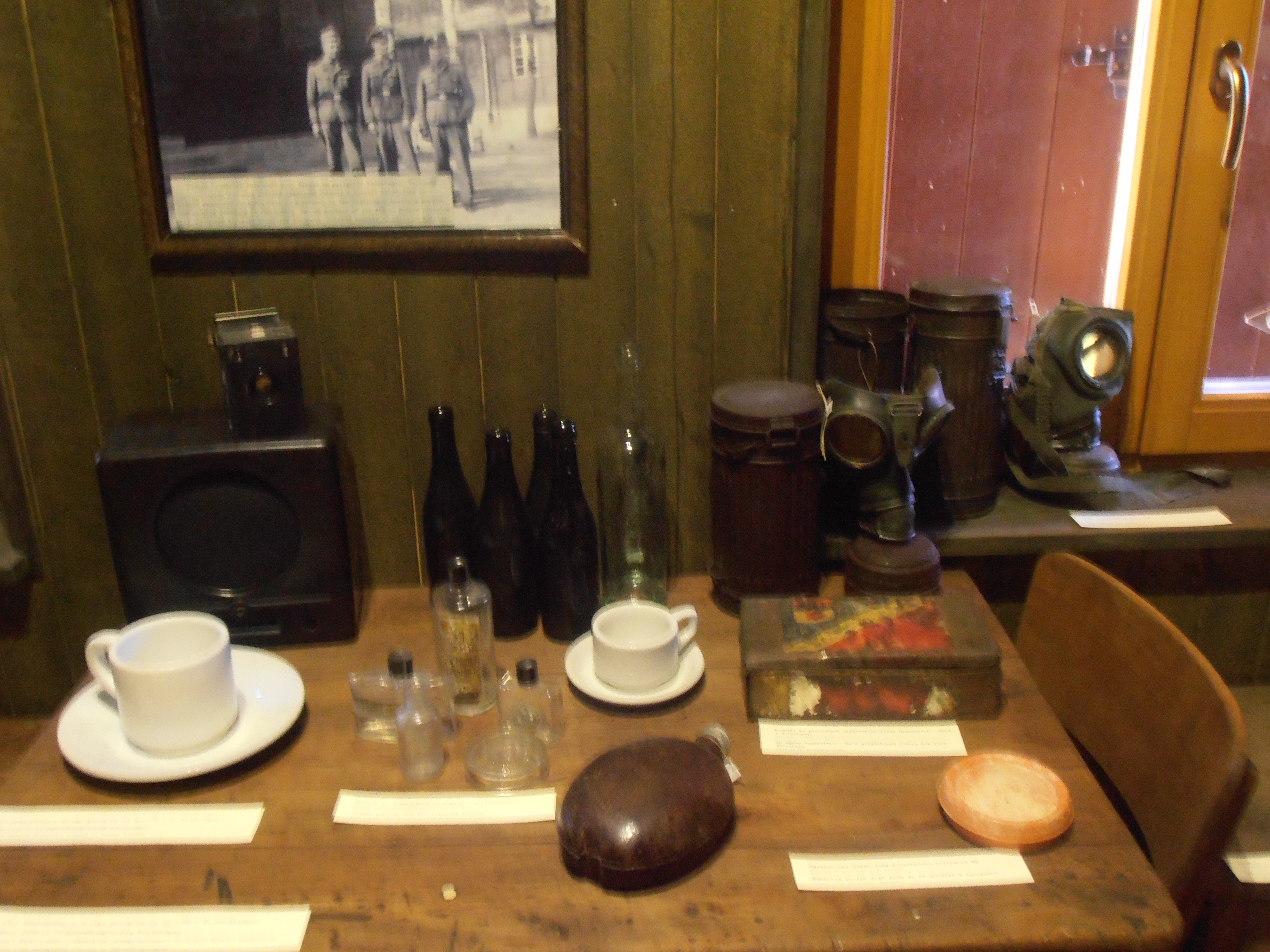
Ricostruzione dell'ufficio privato del comandante del campo Bernhardt Voss
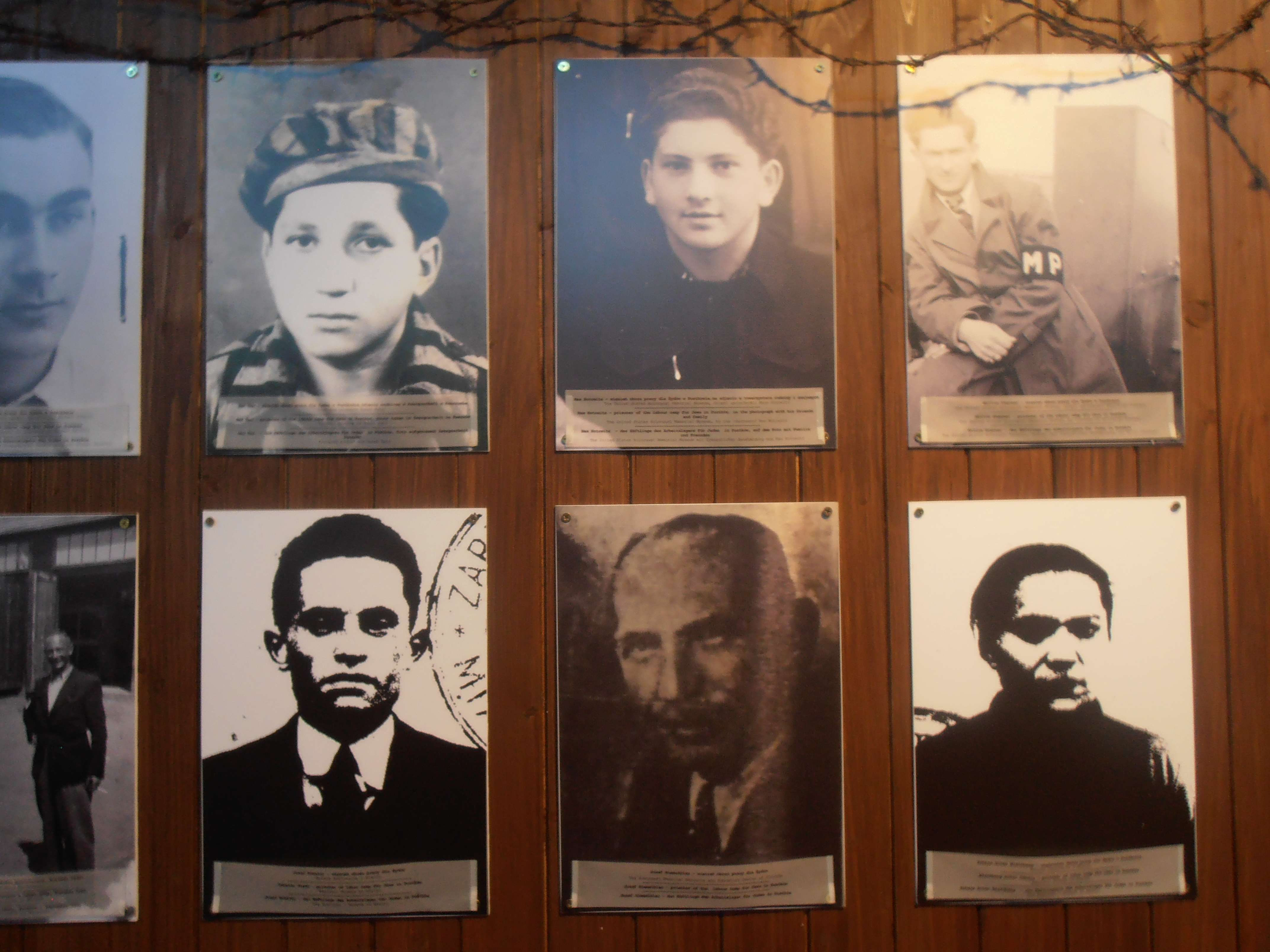
Fotografie di prigionieri
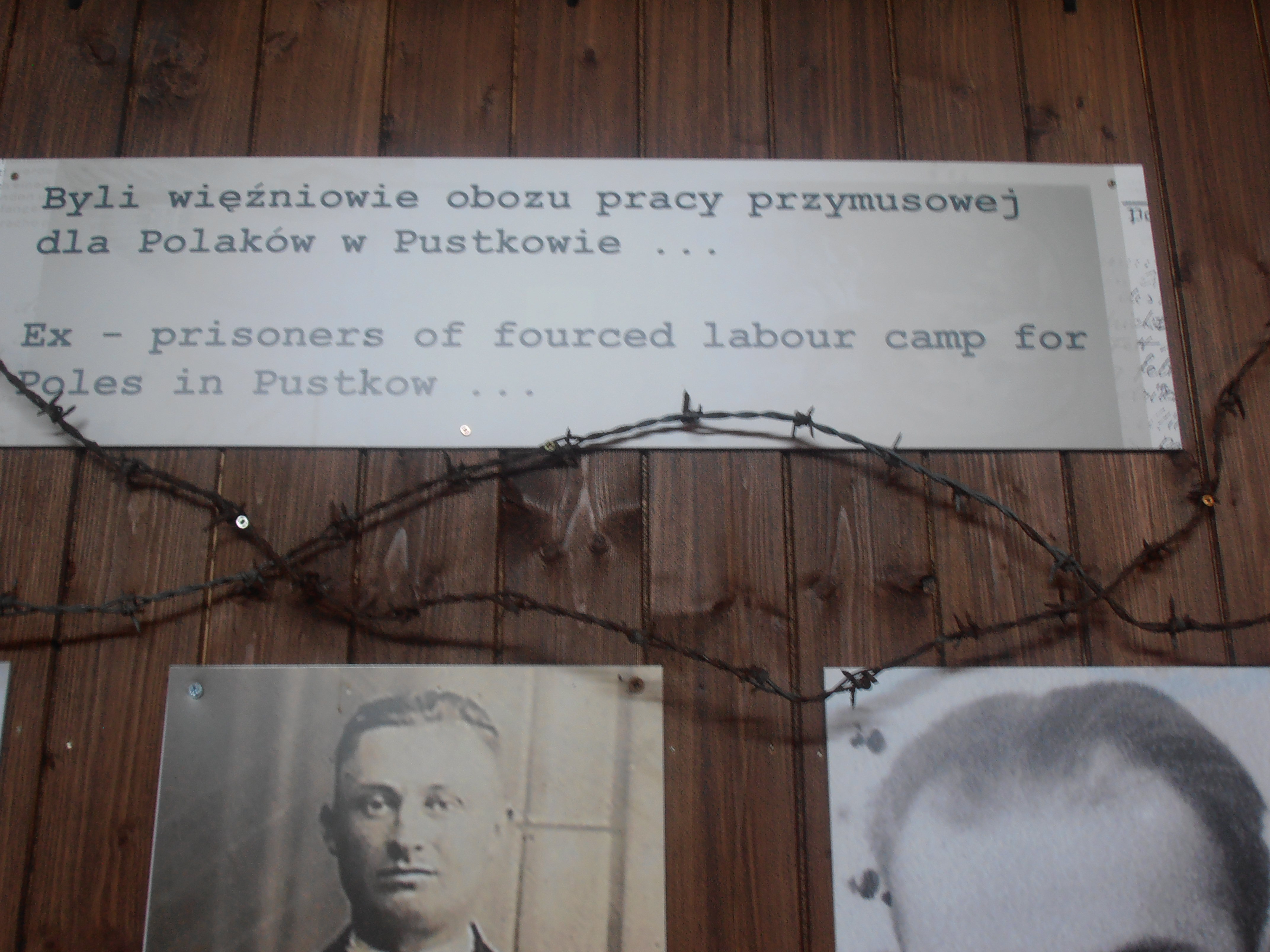
Fotografie di prigionieri
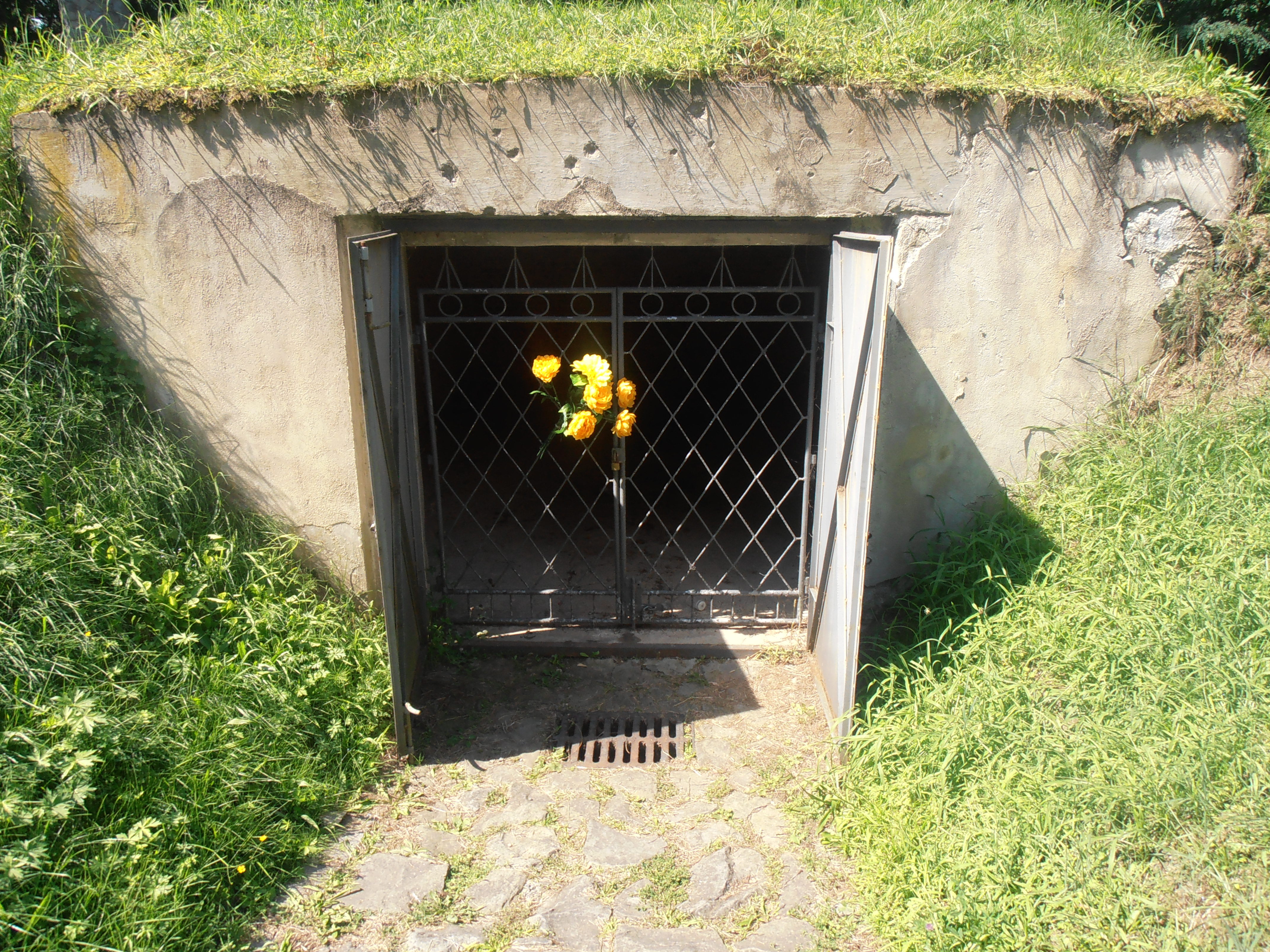
Crematorio sulla Collina della morte, Pustków
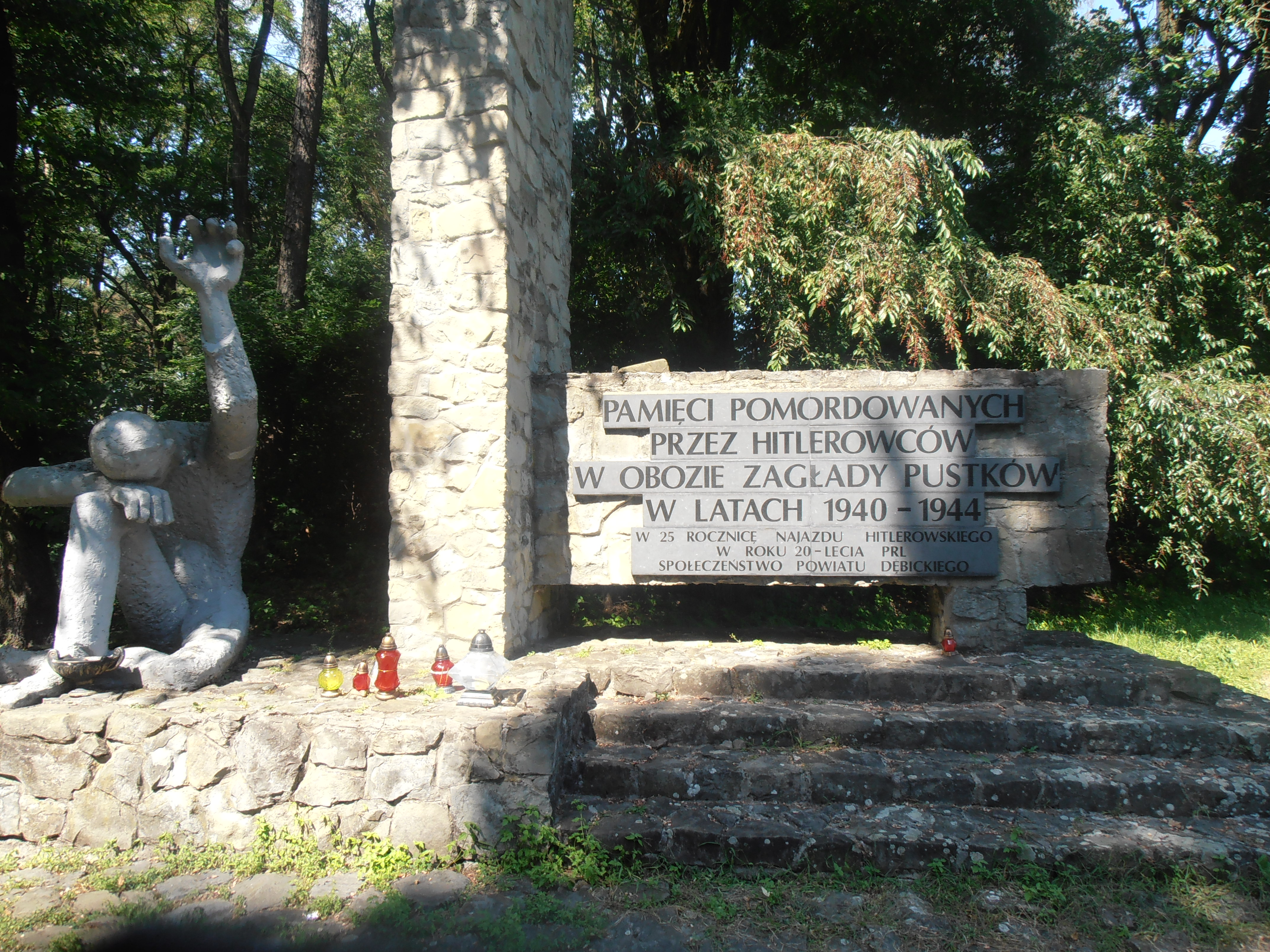
Memoriale a Góra Śmierci
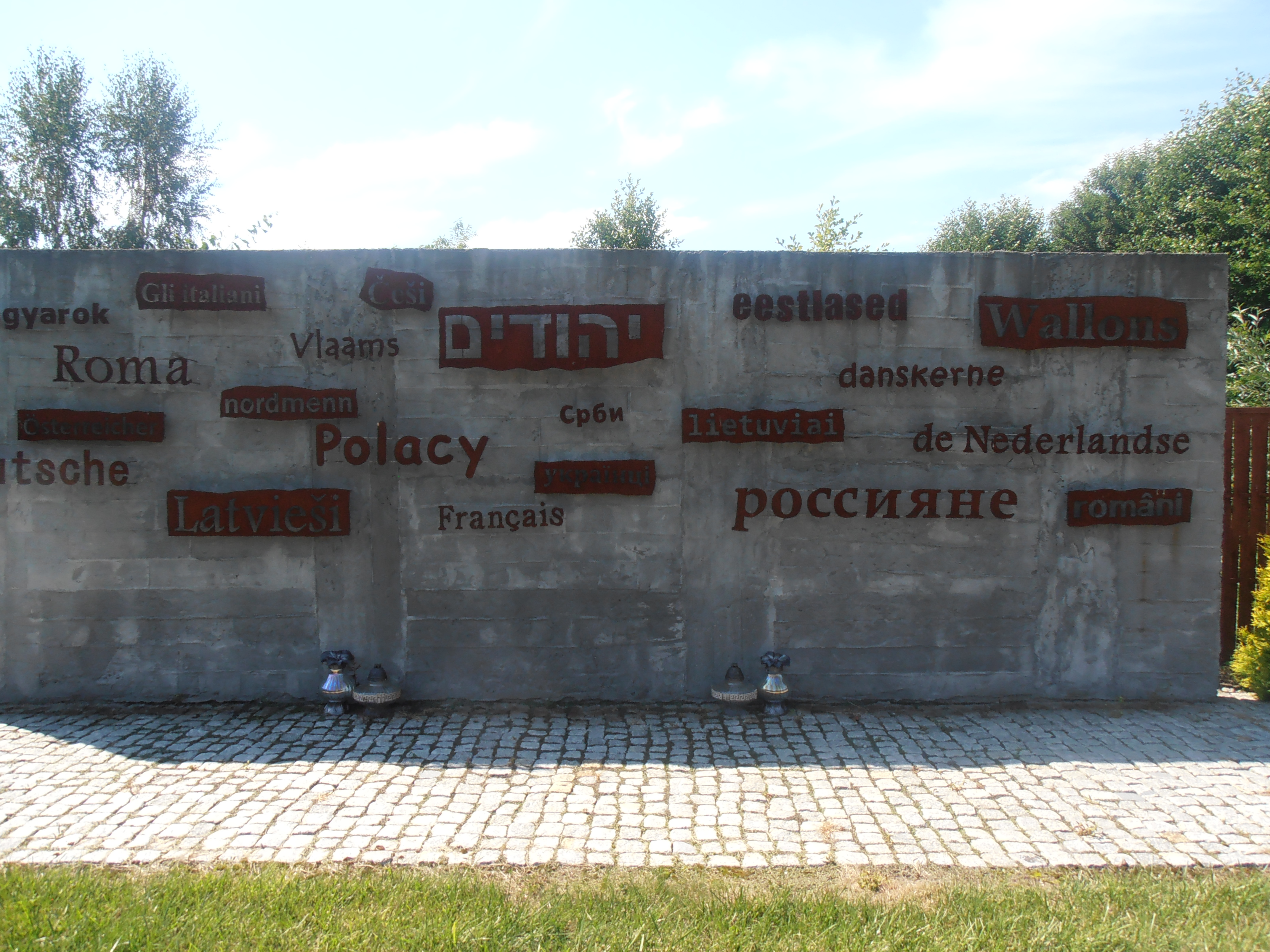
Memoriale nel campo Heidelager